# Каяла
Кая́ла, Кая́лы (от тюрк. kajaly «скалистая») — река, упоминаемая в произведении древнерусской литературы «Слово о полку Игореве». Возле Каялы, согласно «Слову», произошло сражение князя Игоря Святославича с половцами в 1185 году.
Не существует однозначного сопоставления Каялы с ныне существующими реками.
По одной из версий, автор «Слова» подразумевал под рекой Каялой абстрактное понятие, не связанное с существовавшим тогда именем какой-либо реки. Согласно народной этимологии, название реки могло быть произведено от слова «каяться». Версия предполагает, что Ипатьевская летопись могла обыграть это созвучие: «и во веселиа место желю на реце каялы» («и вместо веселья — на горе на реке каялы»).
Однако другие авторы предложили варианты конкретных рек:
- исследователь В. И. Стрелецкий полагал[4], что Каяла — это река Калитва, тоже впадающая в Северский Донец,
- историк В. А. Афанасьев считал[4], что Каяла — это река Быстрая, впадающая в Северский Донец;
- река Потудань — река в Воронежской области[5];
- по версии программы Искатели[6], Каяла — это река Чир, что подтверждается некоторыми археологическими находками (клинки и обломки доспехов XII века);
- по мнению Г. Е. Пядышева, Каяла — Крайняя Балаклейка, приток реки Балаклейки[4].
- река Берда (Агарлиберт, Каяли-Берт, Каяла, Каяла-Берда, а также Агара, Берла) — в Запорожской области, впадающая в Азовское море близ современного Бердянска.[7][8]
- река Кагальник в Ростовской области[9]
- по мнению М. Ф. Гетманца — река Макатиха, впадающая в Голую Долину, приток Сухого Торца[10][11].
- исследователь А. М. Поливанов, используя географический анализ, назвал Россошь — приток реки Чёрная Калитва[12].
- историк П. А. Попов на основе комплексного топонимического анализа, а также ревизии прошлых версий, полагает, что это Чёрная Калитва[13] .